# Nanzhao
Nanzhao ou Nanchao (nuoso: ꂷꏂꌅ mashynzy Pinyin: mǎshǐzī, literalmente 'Reino do Sul') foi um reino dinástico que floresceu no que hoje é o sul da China e sudeste da Ásia durante os séculos VI e IX. Estava centrado no atual província de Iunã na China.

## História

### Origens
Nanchao englobava muitos grupos étnicos e linguísticos. Alguns historiadores acreditam que a maioria da população era do povo bai,  mas que a elite falava uma variante de nuoso (também chamado yi), uma língua tibeto-birmanesa intimamente relacionada com o birmanês.  O povo cuanman chegou ao poder em Iunã ao apoiarem Zhuge Liang em sua Campanha Sul em 225. No século IV eles ganharam o controle da região, mas se rebelaram contra a dinastia Sui em 593 e foram destruídos por uma expedição retaliatória em 602. Os Cuanman então se dividiram em dois grupos conhecidos como Wuman (Mywa Preto) e Baiman (Mywa Branco).  As tribos Baiman, que são consideradas as antecessoras do povo Bai, estabeleceram-se na terra fértil do oeste de Iunã em torno do lago Erhai. Já os Wuman, considerados predecessores do povo Yi, estabeleceram-se nas regiões montanhosas do leste de Iunã. E se estabeleceram nas seguintes tribos: Mengshe (蒙舍), Mengxi (蒙嶲), Langqiong (浪穹), Tengtan (邆賧), Shilang (施浪), e Yuexi (越析). Cada tribo era conhecida como chao (zhao). 
Na academia, a composição étnica da população do reino Nanchao tem sido debatida há um século. Estudiosos chineses tendem a favorecer a teoria de que os governantes vieram dos grupos bai ou yi supracitados, enquanto alguns estudiosos não chineses subscreveram a teoria de que o grupo étnico Tai era um componente importante, que mais tarde se mudou para o sul para a atual Tailândia e Laos.  

### Fundação
Em 649, o chefe da tribo Mengshe do povo Wuman, Xinuluo (細奴邏), fundou Dameng (大蒙, Grande Meng) e levou o título de Qijia Wang (奇嘉王; "Rei Excepcional"). Xinuluo reconheceu a suserania Tang.  Em 652, Xinuluo absorveu as terras dos Baiman reinados por Zhang Lejinqiu, que governava do lago Erhai até a Montanha Cang. Este evento ocorreu pacificamente quando Zhang procurou Xinuluo por vontade própria. O acordo foi consagrado sob um pilar de ferro em Dali.  Depois disso, Baiman e Wuman atuaram como administradores e guerreiros, respectivamente. 
Em 704, o Império Tibetano durante o reinado de Tride Tsuktsen e a regência de sua avó Thrimalö subjugou o exercito de Nancho e tornou vassalas algumas tribos da antiga nação Baiman. 
No ano 737, com o apoio da dinastia Tang, o bisneto de Xinuluo, Piluoge (皮羅閣), reuniu novamente os seis chaos em sucessão, estabelecendo um novo reino chamado Nanchao. A capital foi fundada em 738 em Taihe (local da atual vila de Taihe, alguns quilômetros ao sul de Dali).  Localizado no coração do vale de Erhai. O local era ideal, poderia ser facilmente defendido contra ataques e estava no meio de terras ricas.  

### Expansão
Piluoge morreu em 748, e foi sucedido por seu filho Geluofeng (閣羅鳳). 
No início de 750, Geluofeng prestou homenagem a Zhang Qiantuo, comandante militar da área de Iunã. Seguindo a prática estabelecida, Geluofeng trouxe sua família com ele. Mas Zhang, um burocrata corrupto e lascivo, procurou ter relações ilícitas os familiares de Geluofeng. Além disso Zhang exigiu que Geluofeng dobrasse o valor dos impostos e das provisões para os soldados da guarnição. Geluofeng rejeitou o pedido e Zhang tornou-se hostil ao governante de Nanchao. Instigando várias vezes seus subordinados a lançar insultos contra Geluofeng. Geluofeng ficou indignado. E ordenou um cerco ao quartel general de Zhang, que durou do outono ao final do inverno. A cidade finalmente caiu e Zhang Qiantuo foi morto. Os Tang perderam sua posição no norte de Iunã e trinta e duas prefeituras da região passaram agora para as mãos de Nanchao. 
Em retaliação, o governador militar de Jiannan (atual Sujuão), Xianyu Zhongtong, atacou Nanzchao com um exército de 80.000 soldados em 751. Quando as tropas Tang avançaram sobre o reino Nanchao, o filho de Geluofeng, Feng Jiayi, e o general Duan Jianwei derrotaram os Tang em uma batalha em Xi’erhe (atual distrito de Xiaguan em Dali) com pesadas perdas.  
Em 754, outro exército Tang com 100.000 soldados, liderado pelo general Li Mi (李宓), aproximou-se do reino pelo norte, mas nunca passou por Mu'ege. No final de 754, Geluofeng havia estabelecido uma aliança com os tibetanos liderados então por Trisong Detsen contra os Tang que duraria até 794. 
Em 787 Nanchao, agora sob o comando de Yimouxun, movia-se para o reestabelecimento das relações com o Império Tang, através de conversações com o novo governador militar de Jiannan Wei Gao. Este tinha demostrado a corte que seria muito bom para os interesses Tang que Nanchao e mais oito tribos de Iunã se aliasse ao Império, desmoronando assim a aliança entre Nanchao e o Império Tibetano. 
Em 801, as forças de Nanchao participaram de um amplo ataque junto com as forças Tang contra  um contingente de soldados tibetanos que vinha do leste. na ocasião mais de 10.000 soldados tibetanos morreram e 6.000 foram capturados. Sete cidades tibetanas e cinco guarnições militares passaram para as mãos de Nanchao. 
Seu sucessor Quanlongsheng (r.809-816), foi morto em um golpe de Estado por seu general Wang Cuodian, que deu posse a Quanli (Quanlisheng, r. 816-823) e se auto intitulou ministro em chefe. Três anos depois, em 819 Quanli conseguiu expulsar Cuodian do governo e começou a exercer seu próprio poder.  Ele e seu sucessor, Quanfengyou (Fengyou r. 823-859) foram fundamentais na expansão do território. Nanchao expandiu-se para Myanmar,  conquistando as Cidades-Estados Pyu na década de 820, finalmente conquistando-as em 832. Em 829 atacaram Chengdu, mas se retiraram no ano seguinte. Na década de 830, conquistaram os reinos vizinhos de Kunlun a leste e Nuwang ao sul. 
Em 846, Nanchao invadiu a província Tang de Annam (a forma vietnamita do nome chinês, que significa Protetorado Geral para Pacificar o Sul, na  peninsula vietnamita). As relações com o Tang foram abalaram após a morte do imperador Xuanzong em 859, quando o rei de Nanchao Shilong (r.859-877) tratou os enviados Tang com desprezo, e lançou ataques a Bozhou e Annam.  Shilong também matou Wang Cuodian.  Atacou Annam novamente em 863, ocupando-a por três anos.  Em 869, cercou Chengdu, mas não conseguiu capturá-la. Para recrutar para suas guerras, Shilong ordenou que todos os homens com mais de 15 anos se juntassem ao exército. 

### Declínio
Em 873, as tropas de Shilong foram expulsas do Sujuão. Em 877 foram expulsas da região de Bozhou (na atual província de Guizhou), por uma força militar local organizada pela família Yang de Xanxim.  Em seguida as as tropas de Shilong foram  obrigadas a recuar para Iunã, demonstrando que o reino lentamente estava em declínio. Em 902, a dinastia chegou ao fim quando o ministro-chefe, Zheng Maisi, assassinou a família real e usurpou o trono, que passou a ser chamado Dachanghe (902-928). Em 928, um nobre Baiman, Yang Ganzhen, ajudou Zhao Shanzheng a derrubar a família Zheng, e estabelecer Datianxing (928-929). O novo regime durou apenas um ano antes de Zhao ser morto por Yang, que criou Dayining (929-937). Finalmente Duan Siping tomou o poder em 937 e estabeleceu o Reino de Dali. 